# Gwatemala na Zimowych Igrzyskach Olimpijskich 1988
Gwatemalę na Zimowych Igrzyskach Olimpijskich 1988 reprezentowało 6 zawodników: 5 mężczyzn i kobieta. Był to pierwszy i jak dotąd jedyny start reprezentacji Gwatemali na zimowych igrzyskach olimpijskich.

## Skład kadry

### Biegi narciarskie
Mężczyźni
| Konkurencja | Zawodnik       | Bieg      | Bieg    |
| Konkurencja | Zawodnik       | Czas      | Pozycja |
| ----------- | -------------- | --------- | ------- |
| 15 km klas. | Ricardo Burgos | 55:16.3   | 81      |
| 15 km klas. | Dag Burgos     | 53:00.8   | 80      |
| 30 km klas. | Ricardo Burgos | 1'51:19.4 | 83      |
| 30 km klas. | Dag Burgos     | 1'47:38.5 | 80      |

### Narciarstwo alpejskie
Mężczyźni
| Zawodnik               | Konkurencja   | 1 zjazd | 2 zjazd | Ogólnie | Ogólnie |
| Zawodnik               | Konkurencja   | Czas    | Czas    | Czas    | Pozycja |
| ---------------------- | ------------- | ------- | ------- | ------- | ------- |
| Carlos Andrés Bruderer | Super-G       |         |         | DNF     | –       |
| Christian Bruderer     | Super-G       |         |         | 2:05.99 | 50      |
| Christian Bruderer     | Slalom Gigant | DNF     | –       | DNF     | –       |
| Alfredo Rego           | Slalom Gigant | 1:45.07 | 1:41.52 | 3:26.59 | 69      |
| Carlos Andrés Bruderer | Slalom Gigant | 1:29.45 | 1:26.17 | 2:55.62 | 65      |
| Alfredo Rego           | Slalom        | 1:46.49 | 1:33.79 | 3:20.28 | 54      |
| Christian Bruderer     | Slalom        | 1:19.30 | DNF     | DNF     | –       |
| Carlos Andrés Bruderer | Slalom        | 1:16.87 | 1:09.43 | 2:26.30 | 39      |

Kobiety
| Zawodniczka  | Konkurencja  | 1 zjazd | 2 zjazd | Ogólnie | Ogólnie |
| Zawodniczka  | Konkurencja  | Czas    | Czas    | Czas    | Pozycja |
| ------------ | ------------ | ------- | ------- | ------- | ------- |
| Fiamma Smith | Super-G      |         |         | DNF     | –       |
| Fiamma Smith | Giant Slalom | 1:25.31 | 1:34.86 | 3:00.17 | 29      |
| Fiamma Smith | Slalom       | 1:23.56 | 1:21.94 | 2:45.50 | 27      |